# Émile Lades-Gout
Émile Lades-Gout est un homme politique français, né le 17 février 1821 à Carcassonne (Aude) et décédé le 14 décembre 1893 à Carcassonne.

## Biographie
Avocat, opposant à l'Empire, il est conseiller général de l'Aude quand il se présente, sans succès, aux sénatoriales, puis aux législatives de 1876. Il est finalement élu sénateur de l'Aude de 1885 à 1893. Il siège à gauche.
Sa fille a épousé Eugène Poubelle, préfet de la Seine, qui lui succède comme conseiller général de l'Aude pour le canton de Saissac.
Il meurt le 14 décembre 1893 au hameau de Grèzes-Herminis et repose au cimetière de Grèzes à Carcassonne.